# Gibbobythere
Gibbobythere is een geslacht van kreeftachtigen uit de klasse van de Ostracoda (mosselkreeftjes).

## Soort
- Gibbobythere gibbosa Schornikov & Mikhailova, 1990